# Pseudomiltemia filisepala
Pseudomiltemia filisepala är en måreväxtart som först beskrevs av Paul Carpenter Standley, och fick sitt nu gällande namn av Attila L. Borhidi. Pseudomiltemia filisepala ingår i släktet Pseudomiltemia och familjen måreväxter. Inga underarter finns listade i Catalogue of Life.